# Jimmy Mill
Pour les articles homonymes, voir Mill.

a Compétitions nationales et continentales officielles uniquement.

b Matchs officiels uniquement.
James Joseph Mill, né le 19 novembre 1899 à Tokomaru Bay et mort le 29 mars 1950 à Gisborne, est un joueur de rugby à XV qui a joué avec l'équipe de Nouvelle-Zélande évoluant au poste de demi de mêlée.

## Carrière
Il joue cinq matchs avec les Māori de Nouvelle-Zélande en 1922-23. Il dispute son premier test match avec l'équipe de Nouvelle-Zélande le 29 novembre 1924 contre le pays de Galles. Son dernier test match est contre les Lions britanniques, le 21 juin 1930.  Il n'est pas retenu en 1928 pour la tournée en Afrique du Sud en raison de ses origines māori. Il joue avec la province de Hawkes Bay puis de Wairarapa.

## Statistiques en équipe nationale
- Nombre de test matchs avec les Blacks : 4
- Nombre total de matchs avec les Blacks : 33  (15 essais)
- Sélections par année avec les Blacks : 1 en 1924, 2 en 1925, 1 en 1930.